# جايسون ليون
جايسون ليون هو نبال كندي، ولد في 24 مايو 1986 في وينيبيغ في كندا.

## وصلات خارجية
- جايسون ليون على موقع أوليمبيديا (الإنجليزية)
- جايسون ليون على موقع اتحاد ألعاب الكومنولث (مؤرشف) (الإنجليزية)